# William H. Mumler
William H. Mumler (1832, Boston – 1884, Boston) byl americký spirituální fotograf pracující v New Yorku a Bostonu. Spirituální fotografií se začal zabývat v 60. letech 19. století. Mumler náhodou přišel na tuto techniku poté, co na svém autoportrétu objevil ještě druhou osobu, zřejmě jeho zesnulého bratrance. V podstatě šlo o vícenásobnou expozici. Své dovednosti chtěl Mumler zpeněžit, opustil svou práci klenotníka a začal pracovat jako fotograf na plný úvazek. Fungoval jako médium, které dokázalo fotografovat lidi s jejich zemřelými blízkými příbuznými (většinou za pomoci jiné fotografie). O zákazníky nebyla nouze, jelikož v té době bylo v Americe mnoho lidí, kteří přišli o své příbuzné v americké občanské válce. Mezi jeho dvě nejznámější práce patří fotografie Mary Todd Lincolna s duchem svého manžela Abrahama Lincolna a fotografie Mastera Herroda, média se třemi duchovními postavami. Mumlerův podvod byl odhalen poté, co byli duchové identifikováni jako žijící obyvatelé Bostonu. Za své podvody byl dokonce obviněn a předveden k soudu a svědčil proti němu známý showman Phineas Taylor Barnum. Ačkoli byl shledán nevinným, jeho kariéra a úspěch skončily a zemřel v chudobě.

## Život a dílo

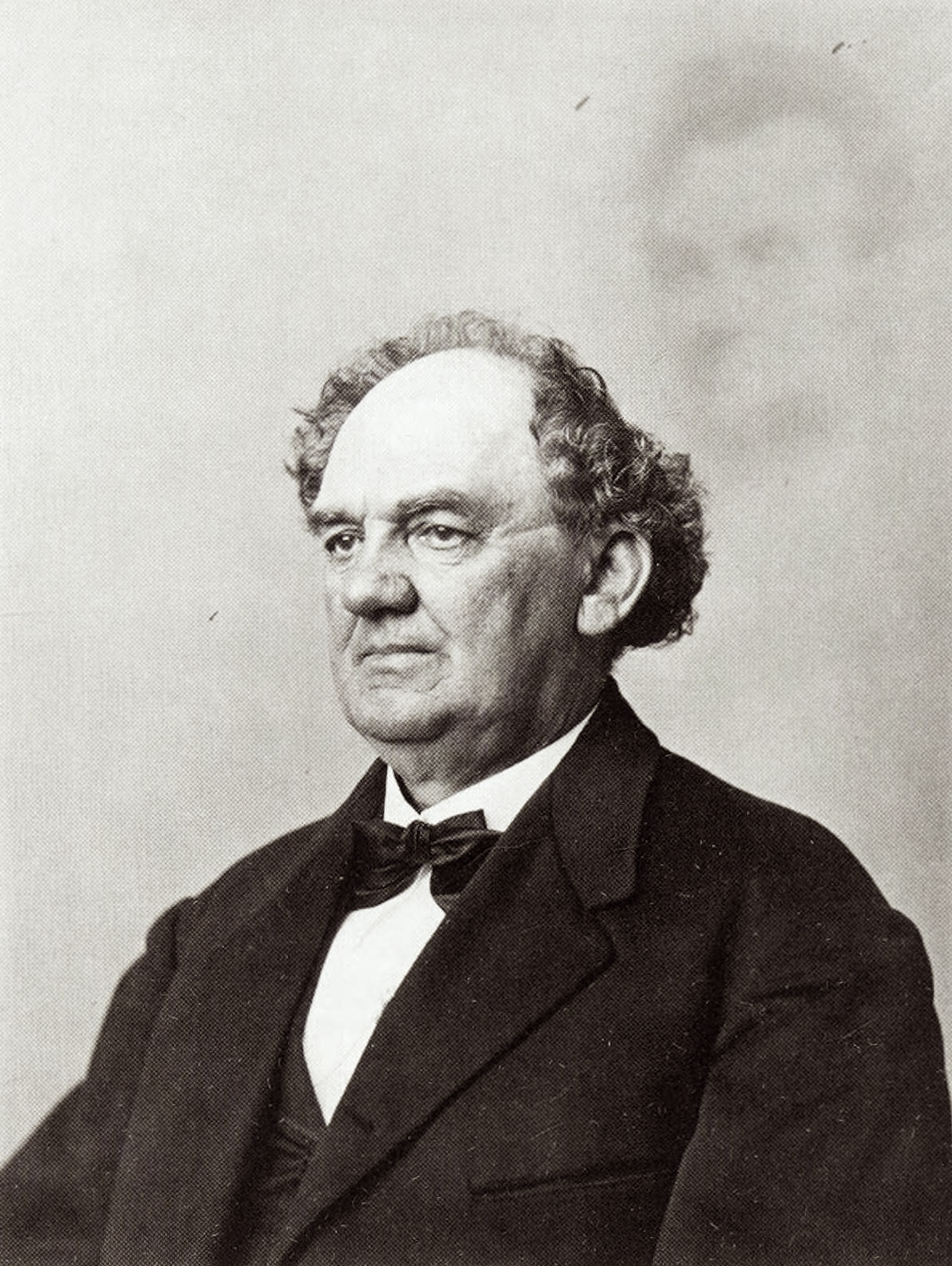
Phineas Taylor Barnum si najal Abrahama Bogarduse, aby nechal zhotovit fotografii Barnuma s duchem Abrahama Lincolna. Tento snímek měl pak u soudu být hlavním důkazem, jak je snadné vyfotografovat ducha, a že Mumler je podvodník.

Před zahájením kariéry fotografa duchů pracoval v Bostonu jako rytec a ve svém volném čase se jako amatér věnoval fotografii. Na počátku 60. let 19. století, exponoval autoportrét, na kterém se objevil duch jeho synovce, který byl již 12 let po smrti.
Tato fotografie je obecně považována za první "fotografii duchovnícho jevu" – tedy fotografii „živé“ bytosti mající podobu ducha zemřelé osoby (často příbuzného) Mumler se následně stal fotografem duchů na plný úvazek a přestěhoval se do New Yorku, kde byly jeho práce analyzovány řadou fotografických expertů, ale nikdo z nich nemohl najít pádný důkaz, že byly falešné. Myšlenka spirituální fotografie nabízela v té době lukrativní byznys a rodinám zabitých během americké občanské války poskytla ujištění, že jejich příbuzní žijí dál.
Kritiky Mumlerových děl se ujal P. T. Barnum, který tvrdil, že Mumler zneužíval lidi, jejichž rozhodnutí bylo zahaleno osobním smutkem. Po zjištění, že někteří z Mumlerových "duchů" byli ve skutečnosti žijící lidé a obvinění, že se vkrádá do domů aby ukradl fotografie zesnulých příbuzných, byl Mumler v dubnu 1869 předvolán před soud kvůli podvodu. Barnum si pro svědecké důkazy najal Abrahama Bogarduse, aby si u Mumlera nechal zhotovit fotografii Barnuma s duchem Abrahama Lincolna. Tento snímek měl pak u soudu být hlavním důkazem, jak je snadné vyfotografovat ducha, a že Mumler je podvodník. Mezi ty, kdo svědčili ve prospěch Mumlera patřil také novinář Moses A. Dow, kterého Mumler také fotografoval. Ačkoli byl Mumler soudem z podvodu osvobozený, jeho kariéra byla zničena a zemřel v chudobě v roce 1884. V dnešní době jsou jeho fotografie považovány za hoax.

## Fotografie

### Duch Abrahama Lincolna

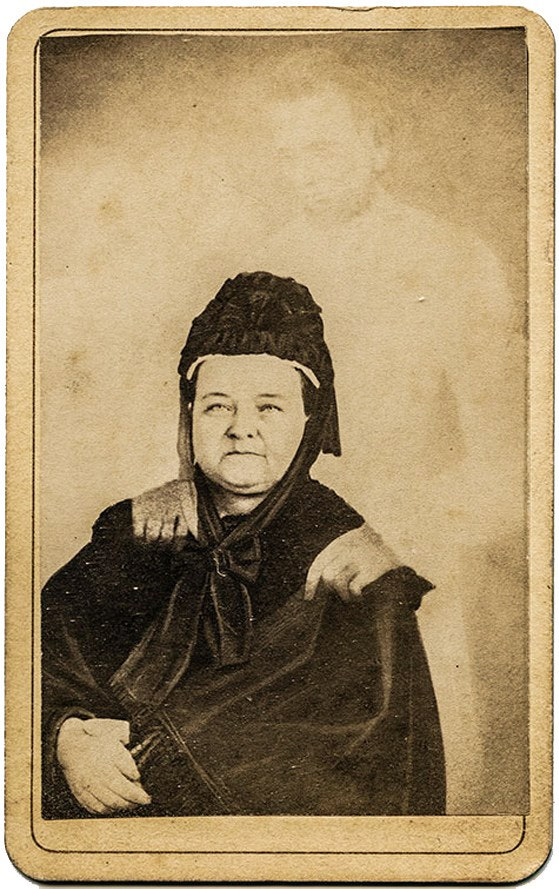
Jeden z Mumlerových nejznámějších snímků, který údajně zobrazuje Mary Todd Lincolnovou s duchem jejího zesnulého manžela Abrahama Lincolna, asi 1869

Jeden z Mumlerových nejznámějších snímků údajně zobrazuje Mary Todd Lincolnovou s duchem jejího manžela Abrahama Lincolna. Průzkumník paranormálních jevů Melvyn Willin ve své knize Ghosts Caught on Film tvrdí, že fotografie byla pořízena kolem roku 1869, a že Mumler nevěděl, že jeho model je Lincolnová. Namísto toho věřil, že se jednalo o "paní Tundallovou". Willin dále uvádí, že Mumler netušil o koho se jedná až do chvíle, kdy fotografii vyvolal.
Vysoká škola psychologických studií (The College of Psychic Studies), s odkazem na poznámky, které patřily Williamovi Stainton Mosesovi (který se objevil na fotografiích od jiných fotografů duchů), tvrdí, že fotografie byla pořízena na počátku 70. let, Lincolnová převzala jméno "paní Lindallová" a že Lincolnův duch měl být vyvolán Mumlerovou manželkou (fungující jako médium) k identifikaci jejího manžela na fotografii. I když byl snímek zamítnut jako náhodná dvojnásobná expozice, velmi rychle se šířil na veřejnosti.

### Master Herrod

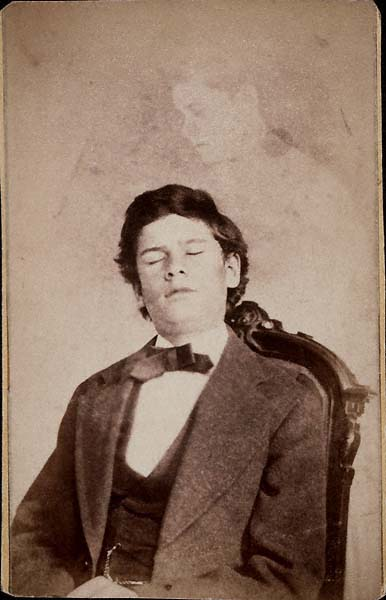
Fotografie Herroda s jedním duchem

Master Herrod bylo mladé spiritistické médium z Bridgewater v Massachusetts, kterého Mumler fotografoval okolo roku 1872. Na jedné fotografii je Herrod zobrazen v transu obklopený třemi duchy, kteří představují Evropu, Afriku a Ameriku. Fotografie byla inzerována na prodej 24. srpna 1872 v magazínu The Religio-Philosophical Journal.

### Další fotografie
Další Mumlerovy fotografie ukazují různé duchy (včetně příbuzných, snoubenců, hereček a herců a duchovních průvodců) s živými sedícími osobami. Mezi další známé fotografované patří Moses A. Dow (redaktor magazínu The Waverley Magazine), který byl na snímku zachycen s duchem jeho asistenta Mabela Warrena nebo další portrét Fannieho Conanta, což bylo dobře známé médium z Bostonu, zachycené s duchem jeho bratra Chase.

## Galerie

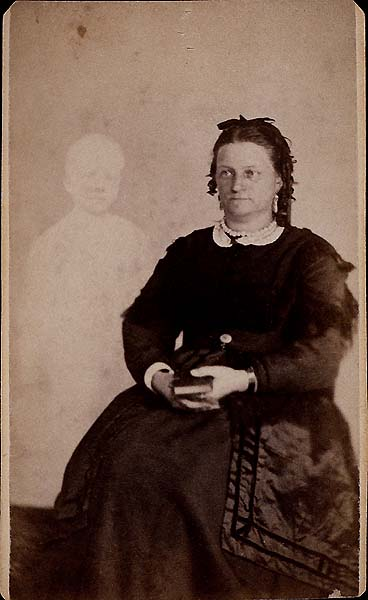
Paní Frenchová s duchem dítěte
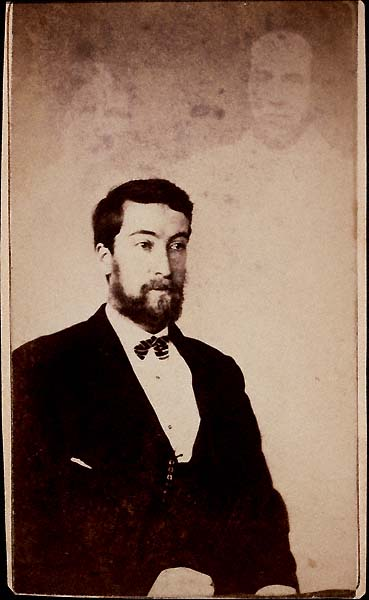
Neznámý muž se dvěma duchy, asi 1870
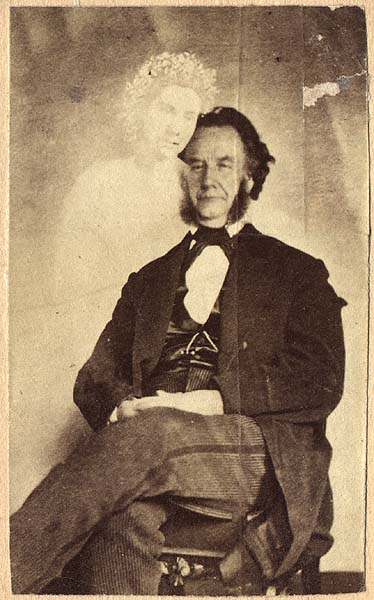
Novinář Moses A. Dow s duchem svého asistenta
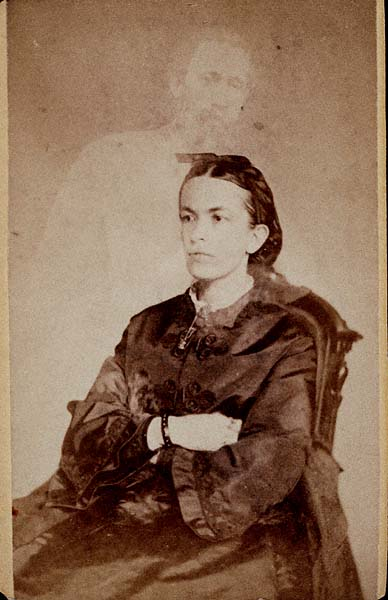
Fanny Conantová s duchem svého bratra, 1868